# Даїнцзян I
ГЕС Даїнцзян I (大盈江一级水电站) — гідроелектростанція на півдні Китаю у провінції Юньнань. Знаходячись перед ГЕС Dayingjiang II, становить верхній ступінь каскаду в середній течії річки Daying, лівої притоки Іраваді (протікає майже виключно у М'янмі, одна з найбільших річок Південно-Східної Азії, яка впадає кількома рукавами до Андаманського моря та Бенгальської затоки).
У межах проекту річку перекрили бетонною греблею висотою 35 метрів, яка утримує невелике водосховище з об'ємом 1,29 млн м3 та припустимим коливанням рівня у операційному режимі між позначками 781 та 788 метрів НРМ (у випадку повені — до 795 метрів НРМ).
Через тунель завдовжки 0,23 км з діаметром 9 метрів ресурс подається до розташованого на лівому березі річки наземного машинного залу. Останній обладнали трьома турбінами потужністю по 36 МВт, які при напорі у 47 метрів забезпечують виробництво 553 млн кВт-годин електроенергії на рік.